# Горење Неково
Горење Неково (словен. Gorenje Nekovo, итал. Necovo Superiore) је насељено место у општини Канал об Сочи, Горишка регија, Словенија.

## Историја
До територијалне реорганизације у Словенији било је у саставу старе општине Нова Горица. Као самостално насеље Горење Неково постоји од 2008. године. Настала је издвајањем дела из насеља Ајба.

## Становништво
У попису становништва из 2011. године, Горење Неково је имало 16 становника.
| Број становника према пописима |
| ------------------------------ |
| 2011                           |
| 16                             |

Напомена: Године 2008. настала издвајањем дела из насеља Ајба.